# إسحاق إتش برونسون
إسحاق إتش برونسون (بالإنجليزية: Isaac H. Bronson)‏ (و. 1802 – 1855 م) هو سياسي، ومحامي، وقاضي من الولايات المتحدة الأمريكية. 
وهو عضو في الحزب الديمقراطي الأمريكي.
توفي في بالاتكا، فلوريدا.